# Estat de Tlaxcala
Tlaxcala és un dels 31 estats de Mèxic. Limita al nord-est amb Hidalgo, a l'oest amb l'estat de Mèxic i al nord, sud i est amb l'estat de Puebla. Amb una àrea de 4.016 km² és l'estat més petit de la federació. L'estat va ser incorporat en diverses ocasions a l'estat de Puebla, i altres vegades va rebre l'estatus de "territori". Nogensmenys, Tlaxcala va rebre l'estatus d'estat el segle xix (a pesar d'abastar un territori tan petit), ja que històricament representa la llar dels tlaxcalteques, un poble que va romandre independent fins i tot de l'Imperi Asteca fins a l'arriba dels conquistadors castellans, i van ajudar Hernán Cortés contra els asteques fins a derrotar-los. Tenint en compte la seva lleialtat, van ser sempre una tribu privilegiada per les autoritats castellanes, podien portar armes, muntar a cavall i mantenir lleis pròpies. Aquest poble havia conservat una cultura i una identitat pròpies al llarg dels segles. L'activitat principal de l'estat és la manufactura de la indústria química, tèxtil i farmacèutica.